# Armando Ajeandro Estrada
Armando Alejandro Estrada (født Hazem Ali 20. december 1978) er en amerikansk professional wrestler og wrestling manager af palæstinensisk oprindelse. Han er bedre kendt som Osama Rodriguez Alejandro og Armando Alejandro Estrada. Han har kontrakt med World Wrestling Entertainment (WWE) Hvor han er General Manager på ECW brandet.